# Irving Rapper
Irving Rapper (Londres, Anglaterra, 16 de gener de 1898 − Woodland Hills, Los Angeles, Califòrnia, Estats Units, 20 de desembre de 1999), va ser un director de cinema estatunidenc, d'origen britànic.

## Biografia
Nascut a Londres, el 1898 emigra a Nova York, on es va matricular a la universitat i per mantenir-se busca treball a Broadway, on troba ocupació com a actor i director de teatre. A mitjans dels anys 1930 el crida la  Warner que el va contractar com a director dels diàlegs, una professió relativament nova, va néixer amb l'arribada del so (que ara ja no existeix), la tasca era treballar amb els actors en la seva recitació, juntament amb el director i sobretot quan era estranger i parlava malament l'anglès. De fet, va treballar amb directors com Michael Curtiz que era hongarès, Anatole Litvak que parlava francès i William Dieterle de nacionalitat alemanya. Aquest treball el va portar a desenvolupar forts lligams amb molts actors perquè, per descomptat, passava un munt de temps amb ells.
Desitjós d'esdevenir un director va refusar obres que considerava menors i un dels seus primers treballs és Un peu al cel, 1941, un drama familiar que va ser pensat originalment per a Anatole Litvak.
L'èxit de la pel·lícula consolida la seva carrera que va més enllà quan roda  Now Voyager el 1942, un melodrama sobre l'adulteri elogiat per la crítica i premiat pel públic. El mateix repartiment es troba gairebé íntegrament en el melodrama, gènere en el qual Ripper s'estava especialitzant Rapper, Deception el 1946. Poc després deixa la Warner per treballar amb la  Columbia abans de tornar a la Warner per dirigir  The Glass Menagerie de l'obra de Tennessee Williams. Una de les seves últimes obres notables és Forever Female, un drama amb Ginger Rogers. L'studio-system de la qual sempre havia tractat de desvincular-se, el porta a treballar en temes mediocres com Ponzio Pilato el 1962. El 1970 es va retirar gairebé completament del cinema, va morir extraordinàriament longeu als 101 anys.

## Filmografia[2]

### Director
- 1941: Shining Victory
- 1941: One Foot in Heaven
- 1942: The Gay Sisters
- 1942: Now, Voyager
- 1944: The Adventures of Mark Twain
- 1945: The Corn Is Green
- 1945: Rhapsody in Blue
- 1946: Deception
- 1947: The Voice of the Turtle
- 1949: Anna Lucasta
- 1950: The Glass Menagerie
- 1952: Another Man's Poison
- 1953: Forever female
- 1956: Strange Intruder
- 1956: The Brave One
- 1958: Marjorie Morningstar
- 1959: The Miracle
- 1960: Giuseppe venduto dai fratelli
- 1962: Ponzio Pilato
- 1978: Born Again